# Park Narodowy Bahía Portete-Kaurrele
Park Narodowy Bahía Portete-Kaurrele (hiszp. Parque nacional natural Bahía Portete-Kaurrele) – park narodowy w północnej części Kolumbii położony w departamencie La Guajira. Został utworzony 19 grudnia 2014 roku i zajmuje obszar 140,8 km² (w tym 113,87 km² wód morskich). W 2022 roku został zakwalifikowany przez BirdLife International jako ostoja ptaków IBA. Na wschód od niego znajduje się Park Narodowy Macuira.

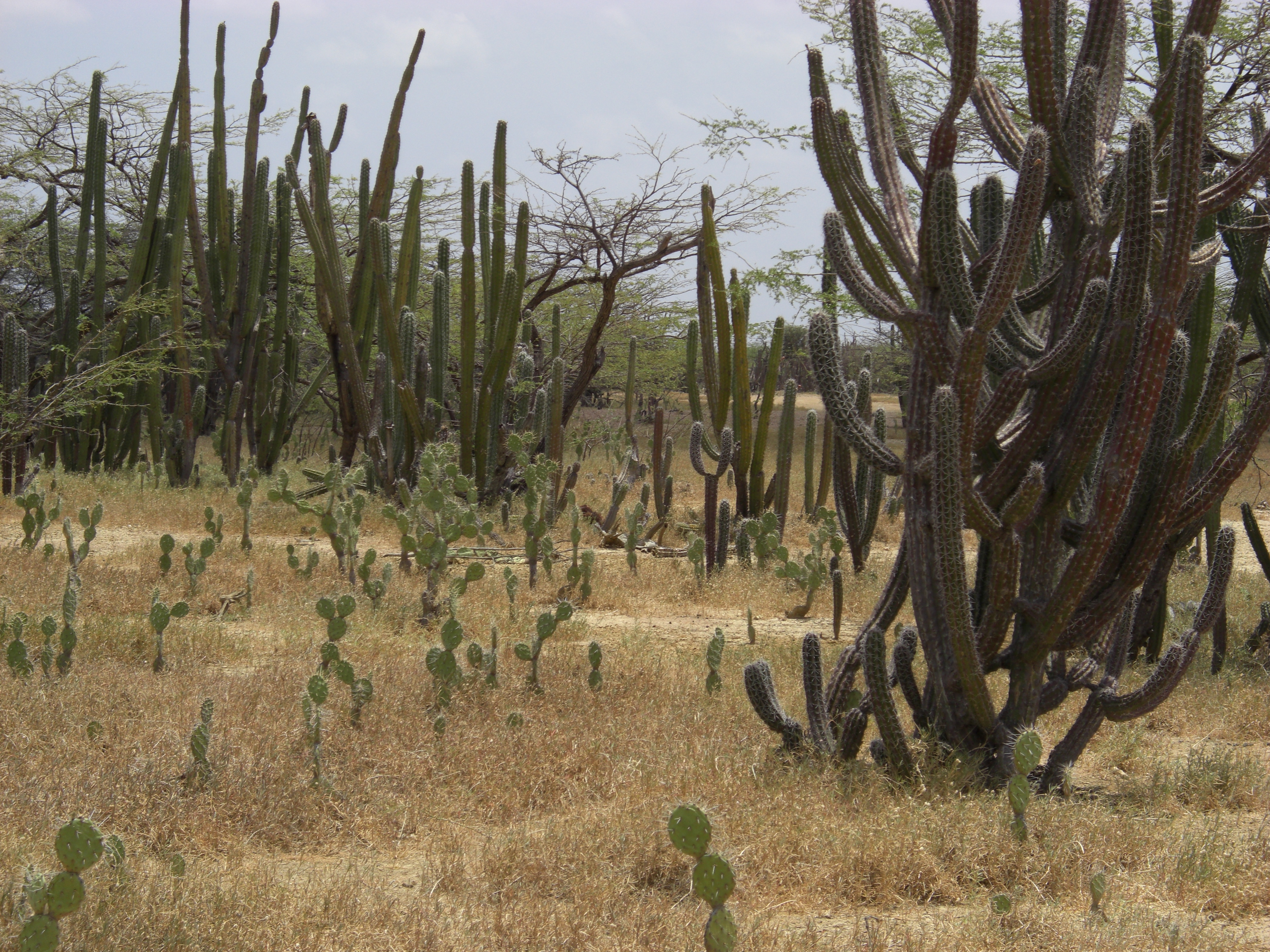
Typowy wygląd części lądowej parku

## Opis
Park znajduje się w północnej części półwyspu La Guajira nad Morzem Karaibskim. Obejmuje wybrzeże nad zatoką Bahía Portete i większą część zatoki. Zamieszkuje go rdzenna ludność z plemienia Guajiro.
Klimat jest gorący i suchy ze względu na położoną na półwyspie pustynię La Guajira. Wybrzeże zatoki zalicza się, według klasyfikacji World Wide Fund for Nature (WWF), do ekoregionu Scrub Guajira-Barranquilla (Guajira-Barranquilla xeric scrub). 
Średnie roczne temperatury w parku wahają się od +28 °C do +30 °C.

## Flora
W części lądowej parku rosną głównie kaktusy z gatunku Opuntia wentiana, rodzajów Lemaireocereus, Melocactus, drzewidło i pałczak oraz małe cierniste drzewa i krzewy z rodzajów kapary, Libidibia i Castela. Na wybrzeżu dominują lasy namorzynowe, które tworzą przeważnie drzewa z gatunku Avicennia germinans. W morskiej części parku szeroko rozpowszechnione są trawy morskie głównie z gatunku Thalassia testudinum i rodzaju Syringodium.

## Fauna
Ssaki żyjące w parku to narażony na wyginięcie (VU) smukłonosek kaktusowy, a także m.in.: igłozwierz kolumbijski, pancernik dziewięciopaskowy, wiewiórka rudoogonowa z podgatunku Sciurus granatensis splendidus, majkong krabożerny z podgatunku Cerdocyon thous aquilus, pekari białobrody.
W parku większość ptaków znajduje miejsca lęgowe i schronienie w lasach namorzynowych. Żyją tu m.in.: fregata wielka, wężówka amerykańska, warzęcha różowa, bocian sinodzioby, kormoran oliwkowy, prostodziobek dwubarwny, lasówka złotawa z podgatunku Setophaga petechia chrysendeta, ibis szkarłatny, ibis biały, czapla czarnobrzucha, sieweczka grubodzioba, pelikan brunatny z podgatunku Pelecanus occidentalis carolinensis, flaming karmazynowy.
W parku odnotowano 25 gatunków gadów i płazów. Występuje tu krytycznie zagrożony wyginięciem (CR) żółw szylkretowy, zagrożony wyginięciem (EN) żółw jadalny, narażone na wyginięcie (VU) krokodyl amerykański, karetta, żółw oliwkowy i żółw skórzasty, a także m.in.: legwan zielony, Rhinella granulosa humboldti, rychlik nadbrzeżny, Engystomops pustulosus, Mastigodryas pleei, Phimophis guianensis, ostrogłów brązowy, grzechotnik straszliwy.